# Estació d'Aeroport Terminal de Càrrega
Aeroport Terminal de Càrrega, anomenada en el projecte constructiu Ciutat Aeroportuària és una estació en construcció de la línia 9 del metro de Barcelona. En aquesta estació del Tram 1 (Aeroport - Parc Logístic) hi tindran parada trens de la L2 i L9.
Es troba a mig camí entre els dos terminals de l'aeroport de Barcelona, a la nova zona de serveis. S'hi accedirà al lloc entre el vial i l'aparcament del nou projecte d'urbanització de la zona per a ús de servei de l'aeroport. L'estació sera de tipus entre pantalles i comptara amb escales mecàniques, dos ascensors per a persones amb mobilitat reduïda (PMR), i una andana de cent metres.
Al març del 2011 es va anunciar que seria una de les cinc estacions dels quals s'alentiria la construcció pels efectes de les retallades. La previsió inicial era obrir l'estació l'any 2007, però donats els contratemps, s'estima que es posarà en funcionament el ramal de l'aeroport l'any 2016, sense concretar-se quan obrirà aquesta estació.

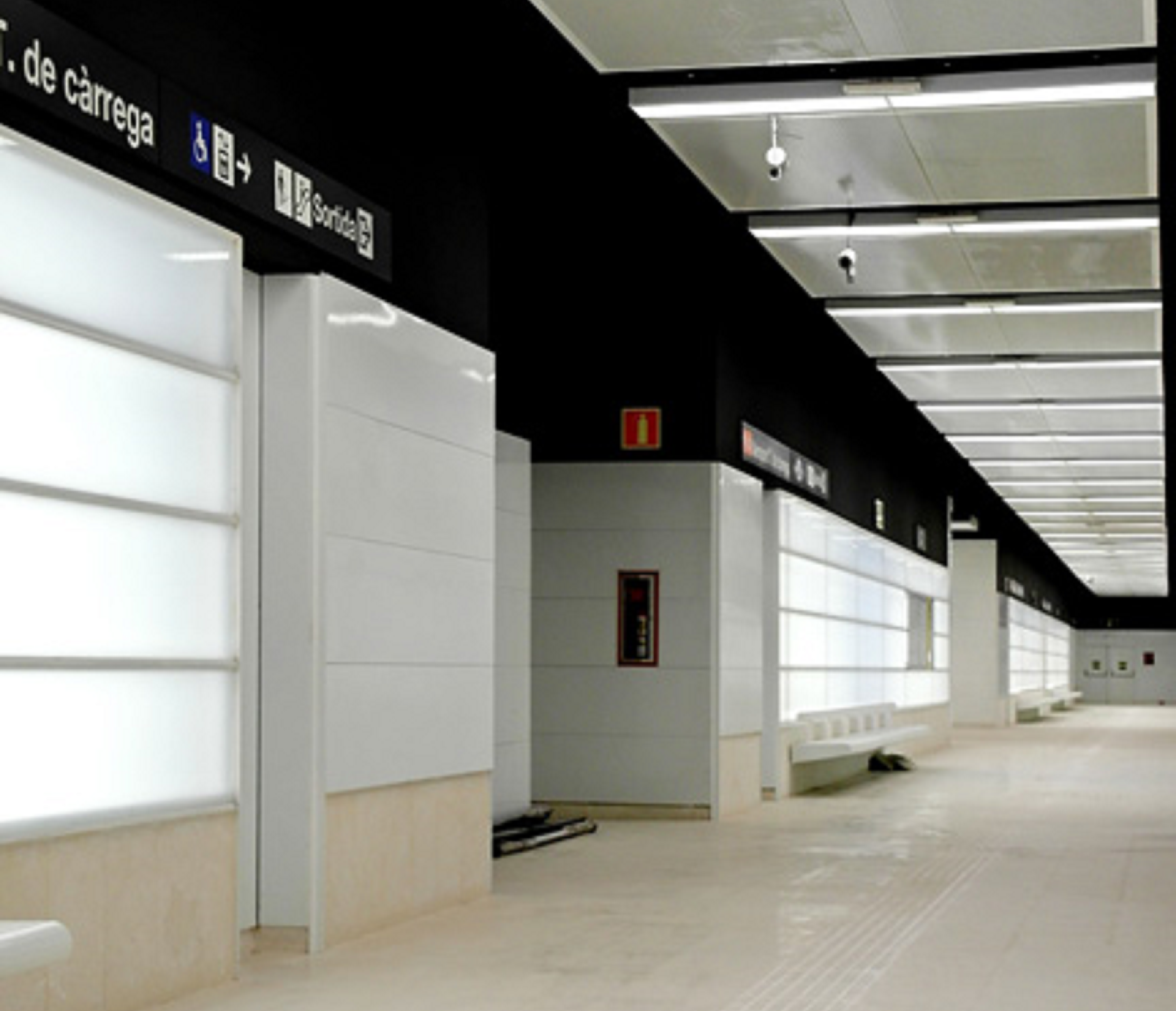
Fotografia de l'interior de l'estació, probablement realitzada el 2012.

| Metro de Barcelona              |             |       |             |                        |
| Procedència/Destinació          | <           | Línia | >           | Procedència/Destinació |
| Aeroport T1                     | Aeroport T1 | obres | Aeroport T2 | Badalona Pompeu Fabra  |
| Aeroport T1                     | Aeroport T1 | obres | Aeroport T2 | Zona Universitària     |
| Font recorregut: PDI 2009-2018. |             |       |             |                        |